# Cerámica de alta temperatura

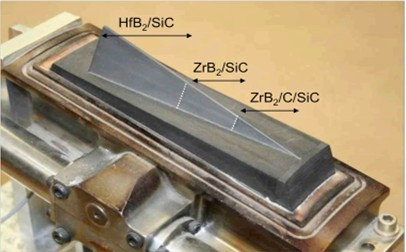
Una banda de UHTC compuesta de tres secciones diferentes con diferentes composiciones UHTC

Las cerámicas de ultra alta temperatura ( UHTCs) son unas clases de cerámicas refractarias que ofrecen una excelente estabilidad a temperaturas superiores a 2000 °C. Siendo investigadas como posibles materiales de protección térmica (TPS), revestimientos para materiales sometidos a altas temperaturas y materiales a granel para elementos calefactores. Hablando en términos generales, las UHTCs son boruros, carburos, nitruros, y óxidos, pronto también metales de transición.
Los esfuerzos actuales se centran en boruros de metales de transición y pronto en metales pesados, tales como el diboruro de hafnio  (HfB 2) y diboruro de circonio (ZRB 2); también en investigación para aplicaciones de TPS se incluyen UHTCs como el nitruro de hafnio (HfN), el nitruro de zirconio (ZrN), carburo de titanio (TiC), nitruro de titanio (TiN), dióxido de torio (ThO2), carburo de tantalio (TaC) y sus compuestos asociados.